# مقام بشر الحافي
مقام بشر الحافي هو أحد المقامات الإسلامية الموجودة في حارة حبلة غرب مسجد الأنبياء بمدينة نابلس، وينسب لبشر بن الحارث بن عبد الرحمن بن عطاء أبو نصر والمعروف ببشر الحافي بسبب عدم ارتداءه نعلاً، مولود في قرية مرو بالعراق سنة 150هـ وهو أحد الأولياء الصالحين. وترتبط المقامات بالتقاليد الإسلامية وهي جزء أساسي من الدين الشعبي في فلسطين، وكانت تستخدم قديماً للتعبد والاعتكاف، ولإقامة حلقات الذكر بالمناسبات الدينية، والاحتفال بالمولد النبوي، والاحتفال بمولد الأطفال وختان الأولاد. وإحياء الذّاكرة الجمعيّة من حيث ارتباطها بالمكان والزمان. يتكون المقام من مبنى مربع بغرفة واحدة تعلوه قبة في منتصفها قبر حجري مزين بالنقوش والزخارف. والقبر مغطى بلحاف أخضر، ويتواجد سجاد للصلاة على الأرض أمام المحراب.
وقد أورد الشّيخ عبد الغني النّابلسي في كتابه "الحضرة الأنسية في الرحلة القدسية" مقام بشر الحافي حينما زار نابلس فقال عنها: ثم لم نزل سائرين إلى أن وصلنا إلى مدينة نابلس المحروسة من كل ما يشين. فلمّا أقبلنا على ذلك الوادي المبارك، ونفح علينا ذلك النسيم الذي في طيبه لا يشارك، وأقبلنا على تلك الطواحين المحفوفة بالمياه والبساتين، استقبلنا جماعة من أهلها كانوا هناك لنا منتظرين، بقصد اللقاء والاجتماع على عادة المحبين. ثم ذهبنا فزرنا مقام بشر الحافي، من رجال الرسالة القشيرية، صاحب السر الظاهر غير الخافي، ودعونا الله تعالى هناك بما تيسر من الدعاء لنا وللمسلمين والمسلمات والمؤمنين والمؤمنات. مع أن الكتب التاريخية أثبتت أن بشر الحافي توفي في بغداد سنة 227 هجري ودفن في مقبرة قريش بمنطقة الكاظمية في بغداد، إلا أن المقام في نابلس ما زال يحظى بمكانة دينية كبيرة.